# Sigalionidae
Sigalionidae ist der Name einer Familie sehr kleiner bis mittelgroßer, überwiegend grabender, vermutlich meist räuberisch lebender Vielborster (Polychaeta), deren etwa 180 Arten in Meeren weltweit zu finden sind.

## Merkmale
Die Sigalionidae haben einen meist langen und schmalen, sich hinten verjüngenden Körper mit einem rechteckigen Querschnitt und bis zu über 300 deutlich abgesetzten Segmenten. Ähnlich den Polynoidae ist der Rücken der meist deutlich längeren Sigalionidae mehr oder weniger dicht mit schuppenförmigen Elytren bedeckt, die bei einigen Arten, insbesondere in der Gattung Psammolyce, dicht mit Sand bedeckt sind. Die Bauchseite kann glatt oder mit Papillen bedeckt sein.
Die Sigalionidae haben einen wohl entwickelten Kopf mit vielen Anhängen sowie wohl entwickelte Parapodien und Borsten. Das ovale bis rechteckige, vorn stumpfe oder gerundete Prostomium ist vorn und seitlich mit dem ersten Segment verschmolzen und trägt vorn meist drei Antennen – ein Paar Seitenantennen und in der Regel auch eine Mittelantenne – sowie ventral ein Paar langer, sich verjüngender Tentakel-Cirren, zudem ein Paar gerundeter, bewimperter Nuchalorgane und meist auch ein oder zwei Paar Augen, die aber bei einigen Leanira-Arten im Tiefseeschlamm fehlen. Die Seitenantennen setzen am Prostomium an, können aber mit den Parapodien des ersten Segments verschmolzen sein. Das Peristomium ist zu Lippen um den Mund herum reduziert. Die Palpen sitzen bauchseitig, verjüngen sich und sind nicht gegliedert; an der Basis sind sie mit den Parapodien des ersten Segments verschmolzen. Die Tentakelträger des ersten Segments haben jeweils eine einzelne Acicula, Borsten an den Notopodien und ein Paar dorsaler und ventraler, nach vorn gerichteter Tentakel-Cirren. Das erste Segment krümmt sich um den Kopf und ist an der Basis mit dem Prostomium verschmolzen. Das erste Segment trägt zwei Paar Tentakel-Cirren und ein Paar Parapodien.
Die Parapodien aller Segmente sind zweiästig, und die Neuropodien sind länger als die Notopodien. Dorsale und ventrale Cirren sind vorhanden. Am Vorderende wechseln sich dorsale Cirren mit Elytren ab. Bei einigen Arten treten am 3. Segment dorsale Cirren auf, die sich verjüngen, während es bei anderen am 3. Segment weder Elytren noch dorsale Cirren gibt. Das Pygidium trägt ein Paar Cirren.
Auf den Segmenten 2, 4, 5 und 7, vom 8. bis 25. oder 27. Segment auf abwechselnden Segmenten und am hinteren Körperabschnitt dann auf jedem Segment sitzen zahlreiche Paare Elytren. Diese können glatte oder mit Papillen besetzte Seitenränder haben, und ihre Oberfläche kann glatt oder mit Mikrotuberkeln bedeckt sein. An allen Segmenten ohne Elytren befinden sich dorsale Tuberkeln. Mit Ausnahme einiger weniger Segmente am Vorderteil des Körpers befinden sich an den Seiten der Elytrenträger und der dorsalen Tuberkeln bewimperte, fingerförmige, als Kiemen dienende Fortsätze. Die Sigalionidae können ihre Elytren so anheben, dass sie ein Paar Atmungskanäle über den Parapodien bilden, an denen sich die Kiemen befinden. An der Rückenseite des Notopodiums sitzen drei tassenförmige bewimperte Ctenidien, die bewimperte Rinnen entlang der dorsolateralen Teile des Körpers bilden.
Die Längsmuskeln sind in Bündeln angeordnet. Aciculae sind vorhanden. An den Parapodien sitzen zusammengesetzte Borsten, die sich zu feinen Spitzen verjüngen oder distal gezähnt oder sichelförmig sind. Die Schafte und Anhängsel der Borsten haben Gelenke mit einem einzelnen Ligament. Andere Borsten sind kapillarförmig mit verschiedenen Verzierungen.
Das Buccalorgan ist als axial liegender, muskulöser, ausstülpbarer Pharynx ausgebildet, an zwei Paar dorsoventral ausgerichteter ineinander schließender Kiefer und um den Mund ein Ring Endpapillen und sitzen. Eine Kehlmembran fehlt, und der Darm verfügt über segmental angeordnete Blindsäcke. In den meisten Segmenten gibt es paarige Mixonephridien. Das geschlossene Blutgefäßsystem hat kein zentrales Herz.

## Verbreitung
Die Sigalionidae treten in Meeren weltweit von der Gezeitenzone bis in die Tiefsee, aber auch in Ästuaren auf, wenn auch selten in großer Individuenzahl. Sie leben in der Regel auf weichen Sedimentböden oder in flachen Gewässern auf Seegraswiesen. Einige wenige kleine Arten, denen Notopodien und Elytren fehlen und die zur Gattung Metaxypsamma gewählt werden, leben in Sandlückensystemen. Die meisten Arten graben sich jedoch mit hoher Geschwindigkeit durch Schlamm und Sand. Anders als die meisten Arten liegt die in der Gezeitenzone lebende Thalenessa oculata flach im Sand, in den sie sich durch Drehung ihrer Parapodien eingräbt. Wenige Arten, so in der Gattung Sthenelanella, bilden Wohnröhren aus Fäden, die von Spinndrüsen an den Notopodien produziert werden.

## Ernährung
Die Ernährungsweise der Sigalionidae ist bisher nicht erforscht. Auf Grund des muskulösen, ausstülpbaren Pharynx mit vier Kiefern wird vermutet, dass es sich um Fleischfresser handelt.

## Entwicklungszyklus
Über die Fortpflanzung der Sigalionidae ist wenig bekannt. Sthenelais boa ist getrenntgeschlechtlich und entlässt ihre Gameten ins freie Meerwasser, wo die Befruchtung stattfindet. Aus den Zygoten entwickeln sich frei schwimmende Larven, die sich von Phytoplankton ernähren, bis sie niedersinken und zu kriechenden Würmern metamorphosieren.

## Gattungen
Die rund 180 Arten der Familie Sigalionidae werden zu 29 Gattungen gezählt:
Pelogeniinae Pettibone, 1997
- Claparedepelogenia Pettibone, 1997
- Dayipsammolyce Pettibone, 1997
- Hartmanipsammolyce Pettibone, 1997
- Heteropelogenia Pettibone, 1997
- Neopsammolyce Pettibone, 1997
- Pelogenia Schmarda, 1861
- Pottsipelogenia Pettibone, 1997
- Psammolyce Kinberg, 1856

ohne Unterfamilie
- Anoplopisione Laubier, 1967
- Ehlersileanira Pettibone, 1970
- Euthalenessa Darboux, 1900
- Fimbriosthenelais Pettibone, 1971
- Horstileanira Pettibone, 1970
- Labioleanira Pettibone, 1992
- Labiosthenolepis Pettibone, 1992
- Leanira Kinberg, 1856
- Leanithalessa Hartmann-Schröder, 1965
- Mayella Hartmann-Schröder, 1959
- Mustaquimsthenelais Wehe, 2007
- Neoleanira Pettibone, 1970
- Pholoides Pruvot, 1895
- Pisione Grube, 1857
- Pisionella Hartman, 1939
- Pisionidens Aiyar & Alikunhi, 1943
- Sigalion Audouin & Milne Edwards in Cuvier, 1830
- Sthenelais Kinberg, 1856
- Sthenelanella Moore, 1910
- Sthenolepis Willey, 1905
- Willeysthenelais Pettibone, 1971

Die vormals zu dieser Familie gezählte, rund 10 Arten umfassende Gattung Pholoe wird heute in eine eigene Familie Pholoidae gestellt.